# Quatre Filles et un jean (roman)
 (avril 2019).
Pour les articles homonymes, voir Quatre Filles et un jean (homonymie).
Quatre Filles et un jean (The sisterhood of the traveling pants dans l'anglais original) est un roman à succès pour jeunes adultes publié par Ann Brashares en 2001. 
Il s'agit des aventures de quatre meilleures amies - Lena Kaligaris, Tibby Rollins, Bridget Vreeland et Carmen Lowell, qui passent leur été séparées - jusqu'à ce qu'un jean magique qui leur va parfaitement à toutes les quatre, même si elles ont toutes des formes et des tailles différentes, entre dans leurs vies. Le livre a, par la suite, été adapté dans un film du même nom en 2005. Quatre autres livres ont été publiés, The Second Summer of the Sisterhood ; Girls in Pants: Le troisième été de la féminité ; Forever in Blue: Le quatrième été de la féminité ; et Sisterhood Everlasting, créant ainsi la fameuse série de livres Quatre Filles et un jean.

## Résumé
Dans le premier roman de la série, le lecteur est présenté à quatre lycéennes : Lena Kaligaris, Tibby Rollins, Bridget Vreeland et Carmen Lowell. Elles sont meilleures amies depuis la naissance (leurs mères ont assisté ensemble aux cours d’exercice prénatal). L'été précédant leur première année de lycée, Carmen découvre un vieux jean qui convient parfaitement à chaque fille, malgré leurs tailles différentes. Cela les porte à croire que les pantalons sont magiques. Elles se partagent le fameux jean entre elles au cours de l'été, alors-même qu'elles soient séparées. 
Lena passe l'été avec ses grands-parents à Santorin. Au cours de son séjour, sa grand-mère tente de la rapprocher d'un homme du nom de Kostos. Kostos s'intéresse à Lena, qui renvoie finalement la notion. Plus tard au cours de l'été, Lena explique à ses grands-parents ce qui s'est passé afin de réparer le fossé qui les sépare d'elle et les grands-parents de Kostos. 
Tibby passe l'été à travailler dans un magasin Wallman, dans le but de tourner un documentaire sur ses expériences. Elle rencontre une fille de 12 ans, Bailey, qui s’est évanouie au magasin. (Il est révélé qu'elle a reçu un diagnostic de leucémie.) Au cours de l'été, les deux amis deviennent des amis proches et Bailey commence à aider Tibby à tourner son documentaire. Bailey passe tragiquement de sa leucémie, ce qui conduit Tibby à recentrer son documentaire pour capturer les souvenirs qu’ils ont créés ensemble. 
Carmen se rend en Caroline du Sud pour passer l'été avec son père, dont elle est séparée depuis que sa mère et lui ont divorcé plusieurs années auparavant. Carmen apprend qu'il est fiancé. En proie à la frustration de se sentir exclue de la nouvelle famille de son père, elle casse une vitre de leur maison avec une pierre et rentre chez elle avec sa mère. Elle assiste finalement au mariage de son père et se réconcilie avec son père et sa nouvelle famille. 
Bridget participe à un camp de football en Basse-Californie. Là-bas, elle tombe amoureuse de l'un des entraîneurs, Eric Richman. Bridget le poursuit malgré l'interdiction faite aux entraîneurs et aux campeurs d'entrer en relation les uns avec les autres et finit par le voir en sous-vêtements. Elle conspire pour lui perdre sa virginité, jusqu'à ce qu'Eric lui dise qu'il ne se sent pas capable de l'adorer comme elle le mérite. Lena vient réconforter Bridget, dépressive, et la ramène chez elle. 

## Contexte
Ann Brashares a eu l'idée du roman alors qu'elle travaillait comme rédactrice en chef lorsque sa collègue Jodi Anderson a proposé le concept d'un groupe de copines partageant un jean. Ceci était basé sur certaines expériences d'Anderson. Brashares a décidé d'écrire le livre elle-même. Anderson a été rémunéré avec un petit bonus et une promotion. Brashares a dit plus tard : « J'ai adoré cette idée. Une chemise peut plus facilement convenir à différentes personnes, mais les jeans sont plus critiques. Cela a totalement capturé mon imagination. »

## Thèmes

### L'importance de l'amitié
Alors que les filles font face à des défis et à des problèmes personnels différents, elles comptent de plus en plus les unes sur les autres pour faire face aux changements. Leur amitié les aide à comprendre plus profondément leurs identités. Le pantalon est en effet un symbole du lien unique des filles. 

### La recherche de l'amour
Le roman décrit l'amour sous différentes formes - amour de soi, amitié, liens familiaux, etc. - et affirme que toutes les formes d'amour doivent venir naturellement et être respectées. 

### L'importance de la famille
Dans le roman, la famille est décrite comme étant enracinée dans sa naissance, mais dynamique, et comme existant entre des amitiés et des parents de sang. 

### Venue de l'âge
Cet été se trouve être un réveil pour chaque personnage. Les filles sont censées prendre leurs propres décisions et se comporter en adultes responsables, ainsi que pour savoir comment surmonter les obstacles et prendre des risques. 

## Réception critique
Deidre Donahue, de USA Today, a déclaré que Sisterhood « a résonné beaucoup plus profondément que tous les romans adultes que j'ai lus cette année ». Linda Bindner du School Library Journal l'a qualifié de « livre complexe sur un groupe d'amis solide, chacun d'entre eux étant une personne forte et courageuse ». Publisher's Weekly l'a décrit comme « un livre remarquable et vivant qui restera longtemps avec les lecteurs ». 
Devenue un best-seller du New York Times, Sisterhood a été nommée meilleur livre de l'ALA[Quoi ?] pour les jeunes adultes, a remporté le prix Book Book Sense de l'année et a été nommée Flying Start hebdomadaire de la maison d'édition[réf. nécessaire]. 